# Bombing Middle England
Bombing Middle England é uma pintura do britânico Banksy, criada em 2003. Foi feita com tinta acrílica e borrifador sobre tela, e exibe aposentados arremessando bombas, como no boliche, algo que lembra o desenho de 1999, Anarchic Granny, criado por Cinders McLeod.
Em 2007, foi arrematada por £ 102.000 na Sotheby's, o dobro do valor estimado, que era de 50 mil libras esterlinas. O maior valor pago por uma obra de Banksy até aquele momento. Este valor foi superado sucessivamente, atualmente este recorde pertence a Devolved Parliament.